# Шансон (сингл)
Шансон — четвертий та останній сингл гурту Друга Ріка з другого студійного альбому «Два», котрий вийшов у 2003 році. На підтримку пісні було знято відеокліп. Режисерами роботи стали брати Стеколенки, відомі своєю роботою над кліпом гурту Скрябін на композицію «Червоні Колготки».

## Список композицій
| #  | Назва    | Тривалість |
| -- | -------- | ---------- |
| 1. | «Шансон» | 3:40       |

## Учасники запису

### Друга Ріка
- Валерій Харчишин — вокал, труба
- Олександр Барановський — гітара
- Дорошенко Олексій — ударні
- Біліченко Сергій — гітара
- Віктор Скуратовський — бас-гітара

### Додаткові музиканті
- Віталій Телезін — клавішні